# Akyazı
Akyazı là một huyện thuộc tỉnh Sakarya, Thổ Nhĩ Kỳ. Huyện có diện tích 617 km² và dân số thời điểm năm 2007 là 83255 người, mật độ 135 người/km².